# فدریکو پلگرینو
فدریکو پلگرینو (انگلیسی: Federico Pellegrino؛ زادهٔ ۱ سپتامبر ۱۹۹۰) اسکی‌باز صحرانوردی اهل ایتالیا است.